# Oleksandr Kryvych
Oleksandr Kryvych, né le 8 septembre 1999, est un coureur cycliste ukrainien. Il est multiple champion d'Ukraine sur piste.

## Palmarès sur piste

### Championnats d'Europe
- Montichiari 2016
  -  Médaillé de bronze du scratch juniors

### Championnats nationaux
- 2016
  -  Champion d'Ukraine de poursuite
  -  Champion d'Ukraine de l'américaine (avec Andriy Rozghoniuk)
  - 3e du championnat d'Ukraine du kilomètre
- 2017
  - 2e du championnat d'Ukraine de poursuite par équipes
- 2018
  -  Champion d'Ukraine de poursuite par équipes (avec Valeriy Romanenkov, Vladyslav Shcherban et Vitaliy Hryniv)
  - 2e du championnat d'Ukraine de poursuite
- 2019
  -  Champion d'Ukraine de poursuite par équipes (avec Vitaliy Hryniv, Kyrylo Tsarenko, Roman Gladysh, Vladyslav Shcherban et Oleksandr Smetaniuk)
  - 3e du championnat d'Ukraine du kilomètre
- 2021
  -  Champion d'Ukraine de poursuite par équipes
  -  Champion d'Ukraine de l'américaine (avec Roman Gladysh)
  - 2e du championnat d'Ukraine de scratch
  - 3e du championnat d'Ukraine de poursuite